# 비교문학
비교문학(Comparative literature, 比較文學)은 두 개 이상의 언어, 문화 혹은 국가 그룹간의 문학을 다루는 학문 분야이다. 이 중 다른 언어간의 작업이 가장 빈번하게 행해지고 있으며, 또한 하나의 언어에서 연구가 행해지기도 하는데, 그 연구는 해당 언어가 다른 국가나 문화 사이에서 통용되는 것에 기인한다. 그리고, 서로 다른 형태의 예술(예를 들면 영화와 문학 사이의 관계)간의 비교도 연구의 영역에 포함된다.

## 개요
일국의 문화와 타국의 문화와의 관계, 즉 문화의 교류와 그것에 의한 영향을 연구 대상으로 하는 학문이다. 따라서 일국 문학사의 일부분과, 여러 나라에 걸친 문학운동을 다루는 일반 문학사의 성격을 갖는다. 이에 관하여 각국 문학은 동일 기원(起源)에서 분화 발달하였다는 진화론적(進化論的)인 사상에서 사회학적인 입장을 취하는 포스넷(H. M. Posnett)의 <비교문학>, 카라예프(Karayev)의 <서유럽에서의 문학의 진화> 등이 나왔다. 프랑스의 학자는 시대를 근대에 한하고, 외국 작가의 소개·운동·영향의 실태 등을 신문이나 잡지에서 실증(實證)하였으며, 그들의 연구에 의하여 비교문학은 학문적으로 확립되었다.

## 같이 보기
- 비교언어학
- 문학평론
- 번역

## 참고 문헌
- 한국 비교문학회